# Élections législatives de 1978 en Meurthe-et-Moselle
Les élections législatives françaises de 1978 se déroulent les 12 et 19 mars 1978. Dans le département de Meurthe-et-Moselle, sept députés sont à élire dans le cadre de sept circonscriptions.

## Élus
| Circonscription | Député sortant                                  | Parti | Parti         | Député élu ou réélu           | Parti | Parti     |
| --------------- | ----------------------------------------------- | ----- | ------------- | ----------------------------- | ----- | --------- |
| 1re             | Jean-Jacques Servan-Schreiber                   |       | PRV           | Jean-Jacques Servan-Schreiber |       | UDF (Rad) |
| 2e              | Jean-Claude Demonté suppléant de Claude Coulais |       | RI            | Claude Coulais                |       | UDF (PR)  |
| 3e              | Pierre Weber                                    |       | RI            | André Rossinot                |       | UDF (Rad) |
| 4e              | Jean Bichat                                     |       | RI            | René Haby                     |       | UDF (PR)  |
| 5e              | André Picquot                                   |       | RI            | Marcel Bigeard                |       | app. UDF  |
| 6e              | Gilbert Schwartz                                |       | PCF           | Colette Goeuriot              |       | PCF       |
| 7e              | Robert Drapier                                  |       | Divers droite | Antoine Porcu                 |       | PCF       |

## Résultats

### Résultats à l'échelle du département
| Parti                 | Parti                                       | Premier tour | Premier tour | Second tour | Second tour | Sièges |
| Parti                 | Parti                                       | Voix         | %            | Voix        | %           | Sièges |
| --------------------- | ------------------------------------------- | ------------ | ------------ | ----------- | ----------- | ------ |
|                       | Parti socialiste                            | 92 674       | 25,18        | 111 559     | 34,13       | 0      |
|                       | Parti communiste français                   | 80 414       | 21,85        | 55 360      | 16,94       | 2      |
|                       | Mouvement des radicaux de gauche            | 3 752        | 1,02         |             |             | 0      |
|                       | Union de la gauche                          | 176 840      | 48,06        | 166 919     | 51,07       | 2      |
|                       |                                             |              |              |             |             |        |
|                       | Union pour la démocratie française          | 124 261      | 33,77        | 159 934     | 48,93       | 5      |
|                       | Rassemblement pour la République            | 41 333       | 11,23        | Retrait     | Retrait     | 0      |
|                       | Centre national des indépendants et paysans | 1 927        | 0,52         |             |             | 0      |
|                       | Divers droite                               | 1 273        | 0,35         | 0           |             |        |
|                       | Majorité présidentielle                     | 168 794      | 45,87        | 159 934     | 48,93       | 5      |
|                       |                                             |              |              |             |             |        |
|                       | Extrême gauche                              | 8 530        | 2,32         |             |             | 0      |
|                       | Parti socialiste unifié                     | 5 443        | 1,48         | 0           |             |        |
|                       | Extrême droite                              | 3 541        | 0,96         | 0           |             |        |
|                       | Gaullistes d'opposition                     | 2 875        | 0,78         | 0           |             |        |
|                       | Divers                                      | 1 967        | 0,53         | 0           |             |        |
|                       |                                             |              |              |             |             |        |
| Inscrits              | Inscrits                                    | 452 563      | 100,00       | 397 613     | 100,00      | 7      |
| Abstentions           | Abstentions                                 | 76 928       | 17           | 62 391      | 15,69       |        |
| Votants               | Votants                                     | 375 635      | 83           | 335 222     | 84,31       |        |
| Blancs et nuls        | Blancs et nuls                              | 7 645        | 2,04         | 8 369       | 2,5         |        |
| Exprimés              | Exprimés                                    | 367 990      | 97,96        | 326 853     | 97,5        |        |
| Source : Data.gouv.fr |                                             |              |              |             |             |        |

### Résultats par circonscription

#### Première circonscription (Nancy-Nord)
| Candidat       | Candidat                                    | Parti          | Premier tour | Premier tour | Second tour | Second tour |  |
| Candidat       | Candidat                                    | Parti          | Voix         | %            | Voix        | %           |  |
| -------------- | ------------------------------------------- | -------------- | ------------ | ------------ | ----------- | ----------- |  |
|                | Yvon Tondon                                 | PS             | 16 571       | 26,01        | 32 821      | 49,98       |  |
|                | Jean-Jacques Servan-Schreiber sortant réélu | UDF (Rad)      | 16 292       | 25,57        | 32 843      | 50,02       |  |
|                | Claude Huriet                               | RPR            | 14 240       | 22,35        | Retrait     | Retrait     |  |
|                | Roland Favaro                               | PCF            | 11 981       | 18,8         | Retrait     | Retrait     |  |
|                | Henri Begorre                               | PSU (FA)       | 1 247        | 1,96         |             |             |  |
|                | Joël Dupuy                                  | Extrême droite | 1 000        | 1,57         |             |             |  |
|                | Michèle Lanchon                             | LO             | 803          | 1,26         |             |             |  |
|                | Patrice Kelche                              | UGP            | 757          | 1,19         |             |             |  |
|                | Bernard Thiéry                              | LCR            | 373          | 0,59         |             |             |  |
|                | Régine Denis-Judicis                        | NAR            | 279          | 0,44         |             |             |  |
|                | Marie-Thérèse Cicolella                     | Extrême gauche | 177          | 0,28         |             |             |  |
|                |                                             |                |              |              |             |             |  |
| Inscrits       | Inscrits                                    | Inscrits       | 80 207       | 100,00       | 80 206      | 100,00      |  |
| Abstentions    | Abstentions                                 | Abstentions    | 15 175       | 18,92        | 13 247      | 16,52       |  |
| Votants        | Votants                                     | Votants        | 65 032       | 81,08        | 66 959      | 83,48       |  |
| Blancs et nuls | Blancs et nuls                              | Blancs et nuls | 1 312        | 2,02         | 1 295       | 1,93        |  |
| Exprimés       | Exprimés                                    | Exprimés       | 63 720       | 97,98        | 65 664      | 98,07       |  |

#### Deuxième circonscription (Nancy-Ouest)
| Candidat       | Candidat                     | Parti          | Premier tour | Premier tour | Second tour | Second tour |  |
| Candidat       | Candidat                     | Parti          | Voix         | %            | Voix        | %           |  |
| -------------- | ---------------------------- | -------------- | ------------ | ------------ | ----------- | ----------- |  |
|                | Claude Coulais sortant réélu | UDF (PR)       | 24 694       | 35,56        | 36 484      | 50,7        |  |
|                | Job Durupt                   | PS             | 18 634       | 26,83        | 35 476      | 49,3        |  |
|                | Gino Capolungo               | PCF            | 10 687       | 15,39        |             |             |  |
|                | Gilles Aubert                | RPR            | 7 147        | 10,29        |             |             |  |
|                | Gérard Michel                | MRG            | 2 129        | 3,07         |             |             |  |
|                | Michel Boutonnet             | PSU (FA)       | 2 040        | 2,94         |             |             |  |
|                | Marcel Cordier               | UGP            | 1 345        | 1,94         |             |             |  |
|                | Dominique Barbin             | LO             | 1 121        | 1,61         |             |             |  |
|                | Hugues Paterna               | PFN            | 1 043        | 1,5          |             |             |  |
|                | Daniel Clausse               | LCR            | 608          | 0,88         |             |             |  |
|                |                              |                |              |              |             |             |  |
| Inscrits       | Inscrits                     | Inscrits       | 88 362       | 100,00       | 88 353      | 100,00      |  |
| Abstentions    | Abstentions                  | Abstentions    | 17 262       | 19,54        | 15 054      | 17,04       |  |
| Votants        | Votants                      | Votants        | 71 100       | 80,46        | 73 299      | 82,96       |  |
| Blancs et nuls | Blancs et nuls               | Blancs et nuls | 1 652        | 2,32         | 1 339       | 1,83        |  |
| Exprimés       | Exprimés                     | Exprimés       | 69 448       | 97,68        | 71 960      | 98,17       |  |

#### Troisième circonscription (Nancy-Sud-Est)
| Candidat       | Candidat             | Parti          | Premier tour | Premier tour | Second tour | Second tour |  |
| Candidat       | Candidat             | Parti          | Voix         | %            | Voix        | %           |  |
| -------------- | -------------------- | -------------- | ------------ | ------------ | ----------- | ----------- |  |
|                | Daniel Groscolas     | PS             | 14 667       | 28,12        | 24 897      | 46,66       |  |
|                | André Rossinot élu   | UDF (Rad)      | 14 510       | 27,82        | 28 461      | 53,34       |  |
|                | Pierre Weber sortant | UDF (PR)       | 12 143       | 23,28        | Retrait     | Retrait     |  |
|                | Yvette Borelli       | PCF            | 7 011        | 13,44        |             |             |  |
|                | Christian Brésillon  | Divers         | 1 688        | 3,24         |             |             |  |
|                | Pierre Guilmin       | PSU (FA)       | 1 085        | 2,08         |             |             |  |
|                | Pierre Pinaud        | LO             | 1 061        | 2,03         |             |             |  |
|                |                      |                |              |              |             |             |  |
| Inscrits       | Inscrits             | Inscrits       | 68 054       | 100,00       | 68 054      | 100,00      |  |
| Abstentions    | Abstentions          | Abstentions    | 14 708       | 21,61        | 13 426      | 19,73       |  |
| Votants        | Votants              | Votants        | 53 346       | 78,39        | 54 628      | 80,27       |  |
| Blancs et nuls | Blancs et nuls       | Blancs et nuls | 1 181        | 2,21         | 1 270       | 2,32        |  |
| Exprimés       | Exprimés             | Exprimés       | 52 165       | 97,79        | 53 358      | 97,68       |  |

#### Quatrième circonscription (Lunéville)
|                | René Haby élu        | UDF (PR)       | 23 875 | 52,1   |  |  |  |
|                | Jean Lhommée         | PS             | 11 835 | 25,83  |  |  |  |
|                | Jean-Claude Marchal  | PCF            | 7 487  | 16,34  |  |  |  |
|                | Martine Gillet       | LO             | 1 589  | 3,47   |  |  |  |
|                | Jean-Jacques Chappaz | PFN            | 1 039  | 2,27   |  |  |  |
|                |                      |                |        |        |  |  |  |
| Inscrits       | Inscrits             | Inscrits       | 54 927 | 100,00 |  |  |  |
| Abstentions    | Abstentions          | Abstentions    | 7 953  | 14,48  |  |  |  |
| Votants        | Votants              | Votants        | 46 974 | 85,52  |  |  |  |
| Blancs et nuls | Blancs et nuls       | Blancs et nuls | 1 149  | 2,45   |  |  |  |
| Exprimés       | Exprimés             | Exprimés       | 45 825 | 97,55  |  |  |  |

#### Cinquième circonscription (Toul)
| Candidat       | Candidat              | Parti          | Premier tour | Premier tour | Second tour | Second tour |  |
| Candidat       | Candidat              | Parti          | Voix         | %            | Voix        | %           |  |
| -------------- | --------------------- | -------------- | ------------ | ------------ | ----------- | ----------- |  |
|                | Marcel Bigeard élu    | app. UDF       | 13 208       | 33,08        | 21 678      | 54,14       |  |
|                | Jean-Paul Chagnollaud | PS             | 10 064       | 25,21        | 18 365      | 45,86       |  |
|                | Jacques Gossot        | RPR            | 9 526        | 23,86        | Retrait     | Retrait     |  |
|                | Bernard Seirolle      | PCF            | 4 809        | 12,05        |             |             |  |
|                | Didier Cozic          | LO             | 1 084        | 2,72         |             |             |  |
|                | Patrick Rochet        | MDD            | 773          | 1,94         |             |             |  |
|                | Yann Le Fouillé       | PFN            | 459          | 1,15         |             |             |  |
|                |                       |                |              |              |             |             |  |
| Inscrits       | Inscrits              | Inscrits       | 47 871       | 100,00       | 47 865      | 100,00      |  |
| Abstentions    | Abstentions           | Abstentions    | 7 019        | 14,66        | 6 688       | 13,97       |  |
| Votants        | Votants               | Votants        | 40 852       | 85,34        | 41 177      | 86,03       |  |
| Blancs et nuls | Blancs et nuls        | Blancs et nuls | 929          | 2,27         | 1 134       | 2,75        |  |
| Exprimés       | Exprimés              | Exprimés       | 39 923       | 97,73        | 40 043      | 97,25       |  |

#### Sixième circonscription (Briey)
| Candidat       | Candidat              | Parti          | Premier tour | Premier tour | Second tour | Second tour |  |
| Candidat       | Candidat              | Parti          | Voix         | %            | Voix        | %           |  |
| -------------- | --------------------- | -------------- | ------------ | ------------ | ----------- | ----------- |  |
|                | Colette Goeuriot élue | PCF            | 20 550       | 43,88        | 29 196      | 63,3        |  |
|                | Hubert Aubrion        | PS             | 9 517        | 20,32        | Retrait     | Retrait     |  |
|                | Jacques Leclerc       | UDF (PR)       | 6 861        | 14,65        | 16 925      | 36,7        |  |
|                | Serge Lepeltier       | RPR            | 4 948        | 10,56        |             |             |  |
|                | Roland Fafet          | CNIP           | 1 927        | 4,11         |             |             |  |
|                | Pierre Gossot         | PSD            | 1 273        | 2,72         |             |             |  |
|                | Alain Raillard        | PSU (FA)       | 1 071        | 2,29         |             |             |  |
|                | Norbert George        | LO             | 688          | 1,47         |             |             |  |
|                |                       |                |              |              |             |             |  |
| Inscrits       | Inscrits              | Inscrits       | 54 057       | 100,00       | 54 053      | 100,00      |  |
| Abstentions    | Abstentions           | Abstentions    | 6 477        | 11,98        | 6 449       | 11,93       |  |
| Votants        | Votants               | Votants        | 47 580       | 88,02        | 47 604      | 88,07       |  |
| Blancs et nuls | Blancs et nuls        | Blancs et nuls | 745          | 1,57         | 1 483       | 3,12        |  |
| Exprimés       | Exprimés              | Exprimés       | 46 835       | 98,43        | 46 121      | 96,88       |  |

#### Septième circonscription (Longwy)
| Candidat       | Candidat          | Parti          | Premier tour | Premier tour | Second tour | Second tour |  |
| Candidat       | Candidat          | Parti          | Voix         | %            | Voix        | %           |  |
| -------------- | ----------------- | -------------- | ------------ | ------------ | ----------- | ----------- |  |
|                | Antoine Porcu élu | PCF            | 17 889       | 35,73        | 26 164      | 52,64       |  |
|                | Bernard Labbé     | UDF            | 12 678       | 25,32        | 23 543      | 47,36       |  |
|                | Maurice Lefort    | PS             | 11 386       | 22,74        | Retrait     | Retrait     |  |
|                | Jacques Délivré   | RPR            | 5 472        | 10,93        |             |             |  |
|                | Jean Philippe     | MRG            | 1 623        | 3,24         |             |             |  |
|                | Daniel Gendre     | LO             | 588          | 1,17         |             |             |  |
|                | Christian Iceta   | UOPDP          | 438          | 0,87         |             |             |  |
|                |                   |                |              |              |             |             |  |
| Inscrits       | Inscrits          | Inscrits       | 59 085       | 100,00       | 59 082      | 100,00      |  |
| Abstentions    | Abstentions       | Abstentions    | 8 334        | 14,11        | 7 527       | 12,74       |  |
| Votants        | Votants           | Votants        | 50 751       | 85,89        | 51 555      | 87,26       |  |
| Blancs et nuls | Blancs et nuls    | Blancs et nuls | 677          | 1,33         | 1 848       | 3,58        |  |
| Exprimés       | Exprimés          | Exprimés       | 50 074       | 98,67        | 49 707      | 96,42       |  |